# Olympische Winterspiele 2002/Shorttrack – 1000 m (Frauen)
Der Wettkampf über 1000 m Shorttrack der Frauen bei den Olympischen Winterspielen 2002 wurde am 20. und am 23. Februar im Salt Lake Ice Center ausgetragen. Olympiasiegerin wurde die Chinesin Yang Yang (A) vor Ko Gi-hyun und Yang Yang (S).

## Hintergrund
Das 1000-Meter-Finale schloss am 23. Februar die Shorttrack-Wettbewerb der Frauen bei den Olympischen Winterspielen in Salt Lake City ab. Eine Woche zuvor hatte Yang Yang (A) über 500 Meter die erste chinesische Goldmedaille bei Winterspielen in der olympischen Geschichte des Landes gewonnen. Auch auf der doppelten Distanz galt Yang – amtierende Weltmeisterin und Siegerin der 1000-Meter-Weltcupwertung – als Favoritin: Sowohl die Journalisten der Associated Press als auch das Magazin Sports Illustrated tippten auf einen Sieg der Chinesin, ebenso die am Olympiaort ansässige Salt Lake Tribune. Neben Yang handelten die amerikanischen Medien ihre gleichnamige Teamkollegin Yang Yang (S), Ewgenija Radanowa aus Bulgarien sowie die beiden Südkoreanerinnen Ko Gi-hyun und Choi Eun-kyung zu den Anwärterinnen auf olympische Medaillen. Ko und Choi hatten am ersten Shorttrack-Wettkampftag der Winterspiele über 1500 Meter einen Doppelsieg gefeiert, zudem hatten die Südkoreanerinnen Gold im Staffelrennen gewonnen.

## Wettbewerb
Die Vorläufe zum 1000-Meter-Wettkampf wurden am Mittwoch, den 20. Februar 2002, ab 18:45 Uhr Ortszeit gelaufen, die Finalrunden fanden am Samstag, den 23. Februar 2002, ab 18:58 Uhr Ortszeit statt. Die 28 Athletinnen verteilten sich zunächst auf acht Vorläufe mit drei bis vier Teilnehmerinnen, von denen sich die beiden ersten für die vier Viertelfinalläufe qualifizierten. Dort galt das gleiche Prozedere für das Weiterkommen ins Halbfinale. Die beiden Siegerinnen jedes Halbfinals rückten in das A-Finale auf, dessen Ergebnis maßgeblich für die Medaillenvergabe war. Die Dritten und Vierten eines Halbfinallaufs bestritten ein zusätzliches B-Finale um die weiteren Plätze. Das Halbfinale begannen am Samstagabend um 19:42 Uhr und die Finalläufe um 20:19 Uhr Ortszeit.
Den während der Olympischen Winterspiele 2002 gültigen Weltrekord hielt Yang Yang (A) mit einer Zeit von 1:31,191 Minuten (aufgestellt am 3. Februar 2002). Yang war auch Halterin des olympischen Rekords, den sie 1998 in Nagano mit einer Zeit von 1:31,991 gelaufen war. Sie verbesserte 2002 im Viertelfinale ihren eigenen olympischen Rekord auf 1:31,235 Minuten.

### Verlauf
Die beiden deutschen Starterinnen Yvonne Kunze und Christin Priebst schieden im Viertelfinale aus und belegten im Endklassement die Plätze 14 und 16. Die als Mitfavoritinnen gehandelten Ewgenija Radanowa und Choi Eun-kyung verpassten den Einzug ins A-Finale und platzierten sich auf der fünften und der sechsten Position des Gesamtresultats. Im Finale überholte Yang Yang (A) zwei Runden vor Schluss Yang Yang (S) und gewann das Rennen vor Ko Gi-hyun und Yang (S). Damit wurde sie zur ersten Shorttrackerin, die bei den gleichen Winterspielen zwei Goldmedaillen gewann.

### Ergebnisse
Q – Qualifikation für die nächste Runde
ADV – Advanced
DSQ – Disqualifikation

#### Vorläufe
| Lauf | Rang | Athletin           | NOK                | Zeit (min) | Anmerkungen |
| ---- | ---- | ------------------ | ------------------ | ---------- | ----------- |
| 1    | 1    | Yang Yang (S)      | China              | 1:40,632   | Q           |
| 1    | 2    | Marie-Ève Drolet   | Kanada             | 1:40,646   | Q           |
| 1    | 3    | Christy Ren        | Hongkong           | 1:50,094   |             |
| 2    | 1    | Ewgenija Radanowa  | Bulgarien          | 1:49,496   | Q           |
| 2    | 2    | Christin Priebst   | Deutschland        | 1:49,569   | Q           |
| 2    | 3    | Natalja Dmitrijewa | Russland           | 1:50,132   |             |
| 3    | 1    | Joanna Williams    | Großbritannien     | 1:39,672   | Q           |
| 3    | 2    | Nina Jewtejewa     | Russland           | 1:46,673   | Q           |
| 3    | 3    | Cordia Tsoi        | Hongkong           | 1:48,445   |             |
| 3    | 4    | Erin Porter        | Vereinigte Staaten | 1:56,409   |             |
| 4    | 1    | Choi Eun-kyung     | Südkorea           | 1:37,609   | Q           |
| 4    | 2    | Caroline Hallisey  | Vereinigte Staaten | 1:37,716   | Q           |
| 4    | 3    | Anna Krastewa      | Bulgarien          | 1:39,195   |             |
| 4    | NC   | Katia Zini         | Italien            |            | DSQ         |
| 5    | 1    | Yang Yang (A)      | China              | 1:37,039   | Q           |
| 5    | 2    | Stéphanie Bouvier  | Frankreich         | 1:37,684   | Q           |
| 5    | 3    | Szandra Lajtos     | Ungarn             | 1:40,688   |             |
| 6    | 1    | Ko Gi-hyun         | Südkorea           | 1:42,093   | Q           |
| 6    | 2    | Sarah Lindsay      | Großbritannien     | 1:42,157   | Q           |
| 6    | 3    | Katalin Kristo     | Rumänien           | 1:42,276   |             |
| 6    | 4    | Kateřina Novotná   | Tschechien         | 1:42,495   |             |
| 7    | 1    | Alanna Kraus       | Kanada             | 1:33,622   | Q           |
| 7    | 2    | Mara Zini          | Italien            | 1:33,697   | Q           |
| 7    | 3    | Ikue Teshigawara   | Japan              | 1:33,855   |             |
| 7    | 4    | Marianna Nagy      | Ungarn             | 1:39,648   |             |
| 8    | 1    | Chikage Tanaka     | Japan              | 1:42,332   | Q           |
| 8    | 2    | Yvonne Kunze       | Deutschland        | 1:42,389   | Q           |
| 8    | 3    | Olga Danilov       | Israel             | 1:42,767   |             |

#### Viertelfinale
| Lauf | Rang | Athletin          | NOK                | Zeit (min) | Anmerkungen |
| ---- | ---- | ----------------- | ------------------ | ---------- | ----------- |
| 1    | 1    | Yang Yang (A)     | China              | 1:31,235   | Q, OR       |
| 1    | 2    | Ko Gi-hyun        | Südkorea           | 1:31,349   | Q           |
| 1    | 3    | Caroline Hallisey | Vereinigte Staaten | 1:33,007   |             |
| 1    | 4    | Nina Jewtejewa    | Russland           | 1:36,519   |             |
| 2    | 1    | Alanna Kraus      | Kanada             | 1:36,683   | Q           |
| 2    | 2    | Ewgenija Radanowa | Bulgarien          | 1:36,727   | Q           |
| 2    | 3    | Sarah Lindsay     | Großbritannien     | 1:36,753   |             |
| 2    | 4    | Christin Priebst  | Deutschland        | 1:36,848   |             |
| 3    | 1    | Choi Eun-kyung    | Südkorea           | 1:34,842   | Q           |
| 3    | 2    | Chikage Tanaka    | Japan              | 1:34,960   | Q           |
| 3    | 3    | Stéphanie Bouvier | Frankreich         | 1:35,409   |             |
| 3    | 4    | Yvonne Kunze      | Deutschland        | 1:35,830   |             |
| 4    | 1    | Yang Yang (S)     | China              | 1:33,561   | Q           |
| 4    | 2    | Marie-Ève Drolet  | Kanada             | 1:33,578   | Q           |
| 4    | 3    | Mara Zini         | Italien            | 1:33,880   |             |
| 4    | 4    | Joanna Williams   | Großbritannien     | 1:34,373   |             |

#### Halbfinale
| Lauf | Rang | Athletin          | NOK       | Zeit (min) | Anmerkungen |
| ---- | ---- | ----------------- | --------- | ---------- | ----------- |
| 1    | 1    | Marie-Ève Drolet  | Kanada    | 1:37,916   | QA          |
| 1    | 2    | Yang Yang (A)     | China     | 1:38,037   | QA          |
| 1    | 3    | Chikage Tanaka    | Japan     | 1:38,269   | QB          |
| 1    | 4    | Choi Eun-kyung    | Südkorea  | 1:38,523   | QB          |
| 2    | 1    | Yang Yang (S)     | China     | 1:35,072   | QA          |
| 2    | 2    | Ko Gi-hyun        | Südkorea  | 1:35,172   | QA          |
| 2    | 3    | Alanna Kraus      | Kanada    | 1:35,510   | QB          |
| 2    | 4    | Ewgenija Radanowa | Bulgarien | 1:35,607   | QB          |

#### B-Finale
| Rang | Athletin          | NOK       | Zeit (min) | Anmerkungen |
| ---- | ----------------- | --------- | ---------- | ----------- |
| 1    | Ewgenija Radanowa | Bulgarien | 1:34,702   |             |
| 2    | Choi Eun-kyung    | Südkorea  | 1:34,808   |             |
| 3    | Chikage Tanaka    | Japan     | 1:35,125   |             |
| 4    | Alanna Kraus      | Kanada    | 1:35,642   |             |

#### A-Finale
| Rang | Athletin         | NOK      | Zeit (min) | Anmerkungen |
| ---- | ---------------- | -------- | ---------- | ----------- |
| 1    | Yang Yang (A)    | China    | 1:36,391   |             |
| 2    | Ko Gi-hyun       | Südkorea | 1:36,427   |             |
| 3    | Yang Yang (S)    | China    | 1:37,008   |             |
| 4    | Marie-Ève Drolet | Kanada   | 1:37,563   |             |

#### Endklassement
Die ersten Ränge im Endklassement wurden von den A- und B-Finalistinnen belegt, in der Reihenfolge, in der sie das Ziel ihres jeweiligen Finallaufs erreicht hatten. Dahinter platzierten sich die weiteren Athletinnen gemäß der Platzpunkte (Seeding Points), die sie im Halbfinale und in den Vorläufen erreicht hatten: Ein erster Platz war dabei 34 Punkte wert, ein zweiter 21 Punkte, ein dritter 13 Punkte, ein vierter 8 Punkte, ein fünfter 5 Punkte und ein sechster 3 Punkte. Zwischen punktgleichen Sportlerinnen entschied die schnellere im gesamten Wettkampf gelaufene Zeit.
| Rang | Athletin           | NOK                | Pkt. | Beste Zeit (min) |
| ---- | ------------------ | ------------------ | ---- | ---------------- |
| 1    | Yang Yang (A)      | China              | A(1) | 1:31,235 (OR)    |
| 2    | Ko Gi-hyun         | Südkorea           | A(2) | 1:31,349         |
| 3    | Yang Yang (S)      | China              | A(3) | 1:33,561         |
| 4    | Marie-Ève Drolet   | Kanada             | A(4) | 1:33,578         |
| 5    | Ewgenija Radanowa  | Bulgarien          | B(1) | 1:34,702         |
| 6    | Choi Eun-kyung     | Südkorea           | B(2) | 1:34,808         |
| 7    | Chikage Tanaka     | Japan              | B(3) | 1:34,960         |
| 8    | Alanna Kraus       | Kanada             | B(4) | 1:33,622         |
| 9    | Joanna Williams    | Großbritannien     | 42   | 1:34,373         |
| 10   | Caroline Hallisey  | Vereinigte Staaten | 34   | 1:33,007         |
| 11   | Mara Zini          | Italien            | 34   | 1:33,697         |
| 12   | Stéphanie Bouvier  | Frankreich         | 34   | 1:35,409         |
| 13   | Sarah Lindsay      | Großbritannien     | 34   | 1:36,753         |
| 14   | Yvonne Kunze       | Deutschland        | 29   | 1:35,830         |
| 15   | Nina Jewtejewa     | Russland           | 29   | 1:36,519         |
| 16   | Christin Priebst   | Deutschland        | 29   | 1:36,848         |
| 17   | Ikue Teshigawara   | Japan              | 13   | 1:33,855         |
| 18   | Anna Krastewa      | Bulgarien          | 13   | 1:39,195         |
| 19   | Szandra Lajtos     | Ungarn             | 13   | 1:40,688         |
| 20   | Katalin Kristo     | Rumänien           | 13   | 1:42,276         |
| 21   | Olga Danilov       | Israel             | 13   | 1:42,767         |
| 22   | Cordia Tsoi        | Hongkong           | 13   | 1:48,445         |
| 23   | Christy Ren        | Hongkong           | 13   | 1:50,094         |
| 24   | Natalja Dmitrijewa | Russland           | 13   | 1:50,132         |
| 25   | Marianna Nagy      | Ungarn             | 8    | 1:39,648         |
| 26   | Kateřina Novotná   | Tschechien         | 8    | 1:42,495         |
| 27   | Erin Porter        | Vereinigte Staaten | 8    | 1:56,409         |
| NC   | Katia Zini         | Italien            | 0    | DSQ              |